# Временска инверзија
Временска инверзија {\displaystyle \mathrm {T} } је трансформација која мења смер временске осе:
{\displaystyle \mathrm {T} :\quad t\to -t}
Симетрија временске инверзије је симетрија физичких закона у односу на трансформацију {\displaystyle \mathrm {T} }. Системи који поседују ту симетрију, изгледаће исто и када се смер временске осе преокрене, односно у случајевима да време тече уназад. Такве величине су просторне координате {\displaystyle x_{i}}, електрично поље, итд. Симетрија временске инверзије је дискретна симетрија (попут транслација и просторне инверзије), за разлику од континуалних симетрија (као што су ротације).
У квантној механици оператор временске инверзије је антиунитаран оператор:
{\displaystyle {\hat {\mathrm {T} }}={\hat {U}}{\hat {K}}}
где је {\displaystyle {\hat {U}}} унитарни оператор, а {\displaystyle {\hat {K}}} оператор комплексне конјугације. 
Постоје више репрезентација временског оператора. За честице спина {\displaystyle s={\frac {1}{2}}} један избор за оператор временске инверзије је:
{\displaystyle {\hat {\mathrm {T} }}=-i\sigma _{y}{\hat {K}}}
где је {\displaystyle \sigma _{y}}Диракова матрица, а {\displaystyle {\hat {K}}} оператор комплексне конјугације. 
За фермионске честице без спина узетог у посматрање (енгл. spinless fermions), оператор временске инверзије је само оператор комплексне конјугације: 
{\displaystyle {\hat {\mathrm {T} }}={\hat {K}}}

## Дејство временске инверзије на неке класичне физичке величине
| парне величине (одржавају симетрију)                                                     | непарне величине (мењају знак)                       |
| ---------------------------------------------------------------------------------------- | ---------------------------------------------------- |
| вектор положаја {\displaystyle {\vec {r}}}                                               | време {\displaystyle t}                              |
| убрзање {\displaystyle {\vec {a}}}                                                       | брзина {\displaystyle {\vec {v}}}                    |
| сила {\displaystyle {\vec {F}}}                                                          | момент импулса {\displaystyle {\vec {p}}}            |
| електрично поље {\displaystyle {\vec {E}}}                                               | угаони моменат {\displaystyle {\vec {L}}}            |
| густина наелектрисања {\displaystyle {\vec {\rho }}}                                     | спин {\displaystyle {\vec {s}}}                      |
| густина енергије електромагнетног поља {\displaystyle u}                                 | магнетно поље {\displaystyle {\vec {H}}}             |
| Максвелов тензор напона {\displaystyle {\hat {T}}_{ij}}                                  | магнетизација {\displaystyle {\vec {M}}}             |
| све масе, наелектрисања и све физичке константе (осим оних везаних за слабе интеракције) | густина електричне струје {\displaystyle {\vec {j}}} |
|                                                                                          | Поинтингов вектор {\displaystyle {\vec {S}}}         |

## Оператор временске инверзије у квантној механици
Како би очувавали дужину вектора стања, оператори симетрије морају бити унитарни или антиунитарни оператори.
Оператор временске инверзије не мења оператор координате {\displaystyle {\hat {x}}}, тако да мора да задовољава услов:
{\displaystyle {\hat {\mathrm {T} }}{\hat {x}}{\hat {\mathrm {T} }}^{-1}={\hat {x}}}
али при деловању на оператор момента импулса {\displaystyle {\hat {p}}}, мења му знак:
{\displaystyle {\hat {\mathrm {T} }}{\hat {p}}{\hat {\mathrm {T} }}^{-1}=-{\hat {p}}}
Канонска комутациона релација {\displaystyle [{\hat {x}},{\hat {p}}]=i\hbar }остаје очувана једино када се одабере да оператор временске инверзије буде антиунитаран оператор, тако да:
{\displaystyle {\hat {\mathrm {T} }}i{\hat {\mathrm {T} }}^{-1}=-i}

## Оператор временске инверзије у физици чврстог стања
- феромагнет нарушава симетрију временске инверзије, зато што оператор временске инверзије не очувава вектор спинова {\displaystyle {\vec {s}}}
- велики број тополошких изолатора очувавају симетрију временске инверзије, као што је спински Холов изолатор
- међу тополошким изолаторима постоје и они који не очувавају симетрију временске инверзије, као што је Чернов изолатор
- У Крамерсовој теореми користи се симетрија временске инверзије како би се показало да код система са полуцелим спином сви енергетски нивои су дегенерисани